# Silvino Martínez
Silvino Martínez (Casanova, España, 12 de septiembre de 1898 - Rosario (Argentina), 27 de enero de 1961) fue un sacerdote católico argentino de origen español, que fue el primer obispo de San Nicolás de los Arroyos y segundo obispo de Rosario.

## Biografía
Inmigrado de niño a la Argentina, cursó sus estudios primarios en la provincia de Mendoza e ingresó en el seminario de San Juan en el año 1910. Tras ser canónigo de la Catedral de San Juan, se trasladó a Roma en el año 1929. Allí fue camarero secreto del papa Pío XI antes de regresar a San Juan. En esta ciudad fue un gran promotor de la creación y crecimiento de la Acción Católica Argentina, que lo considera uno de sus fundadores.
Durante el terremoto de San Juan de 1944, se destacó por los auxilios que prestó a los heridos y las familias de las víctimas. El 7 de octubre de 1946, el Venerable Siervo de Dios Pío XII lo nombró obispo titular in partibus infidelium de Canatha, y obispo auxiliar de la diócesis de Rosario. Fue consagrado en diciembre de ese año por el cardenal Antonio Caggiano.
En el año 1947, el Venerable Siervo de Dios Pío XII creó la diócesis de San Nicolás de los Arroyos; de acuerdo al patronato ejercido por el gobierno, éste debía proponer una terna de candidatos para cubrir el cargo, pero el presidente Juan Domingo Perón se rehusó por razones desconocidas. Finalmente, el cargo fue cubierto en octubre de 1954, cuando el mismo sumo pontífice nombró obispo a S.E.R. Mons. Dr. Silvino Martínez. No obstante, inmediatamente después se inició la crisis entre el estado nacional y la Iglesia católica, por lo que la bula con el nombramiento fue retenida por el gobierno. Tras el bombardeo de la Plaza de Mayo, S.E.R. Mons. Dr. Martínez fue arrestado y compartió celda con S.E.R. Mons. Dr. Miguel de los Santos de Andrea, obispo titular de Temmos y auxiliar de la Arquidiócesis de Buenos Aires. Tras el derrocamiento de Perón, S.E.R. Mons. Dr. Silvino Martínez asumió el gobierno de su diócesis en octubre de 1955.
El 21 de septiembre de 1959, el papa San Juan XXIII lo trasladó a la diócesis de Rosario, asumiendo en esa sede en el mes de diciembre. Un año más tarde enfermó de gravedad, falleciendo en su sede en enero de 1961.
Sus restos descansan en la Catedral basílica de Nuestra Señora del Rosario (Rosario).